# Square Curial
Le square Curial est un square du 19e arrondissement de Paris.

## Situation et accès
Le square se trouve au 85, rue Curial.
Il est desservi par la ligne 7 à la station Corentin Cariou ainsi que par la ligne E du RER à la gare Rosa-Parks.

## Origine du nom
Il porte le nom du général d'empire Philibert Jean-Baptiste Curial (1774-1829).